# Abdischo bar Aqre
Abdischo I. bar Aqre bzw. Abdischo I. von Garmaqaja (Syrisch: ʰbhedhišoʰ * 10. Jahrhundert in Karka des Geddan im Gebiet Beth Garmai, auch Garmakan genannt, heute Raum Kirkuk) war Katholikos-Patriarch der Apostolischen Kirche des Ostens vom 22. April 963 bis zum 2. Juni 986.
Er trat in das sogenannte „Obere Kloster“ bei Mosul ein und wurde später unter dem Katholikos-Patriarchen Emmanuel Bischof von Me’altaja. Abdischo I. verfasste Predigttexte und Festliteratur in syrischer Sprache.

## Weblink
- Martin Tamcke: Abdischo bar Aqre. In: Biographisch-Bibliographisches Kirchenlexikon (BBKL). Band 21, Bautz, Nordhausen 2003, ISBN 3-88309-110-3.

| Vorgänger                | Amt                                                  | Nachfolger                 |
| ------------------------ | ---------------------------------------------------- | -------------------------- |
| Israel (Esrail) Karkhaja | Katholikos-Patriarch der „Kirche des Ostens“ 963–986 | Bar-Tobia II. Mari Aturaja |

| Personendaten    | Personendaten                                                           |
| ---------------- | ----------------------------------------------------------------------- |
| NAME             | Abdischo bar Aqre                                                       |
| ALTERNATIVNAMEN  | Abdischo I.; Abdischo I. bar Aqre; Abdischo I. von Garmaqaja; Ébedjésus |
| KURZBESCHREIBUNG | Katholikos-Patriarch der Assyrischen Kirche des Ostens (963–986)        |
| GEBURTSDATUM     | 10. Jahrhundert                                                         |
| GEBURTSORT       | Karka des Geddan, Beth Garmai (heute: Raum Kirkuk, Irak)                |
| STERBEDATUM      | 10. Jahrhundert                                                         |